# Lee Yu-bin
Lee Yu-bin (née le 23 avril 2001) est une patineuse de vitesse sur piste courte sud-coréenne.

## Carrière
À Dordrecht, à la deuxième manche de la Coupe du monde 2017, elle arrive troisième au 1000 mètres. À la troisième manche de la saison, à Shanghai, elle arrive quatrième au 1000 mètres. Au relais, elle décroche l'or avec Shim Suk-Hee, Choi Min-jeong et Kim Ye-Jin.